# Johan Vilhelm Gertner
Johan Vilhelm Gertner (Copenaghen, 10 marzo 1818 – Copenaghen, 28 marzo 1871) è stato un pittore danese, famoso per i suoi ritratti.
Fu uno degli ultimi allievi di Christoffer Wilhelm Eckersberg, il precursore dell'età d'oro della pittura danese, e appartenne alla fine di questo periodo, nel quale l'arte danese si orientò verso uno stile più realista, che a sua volta si ispirava al realismo francese e alle nuove tecniche della fotografia.

## Biografia

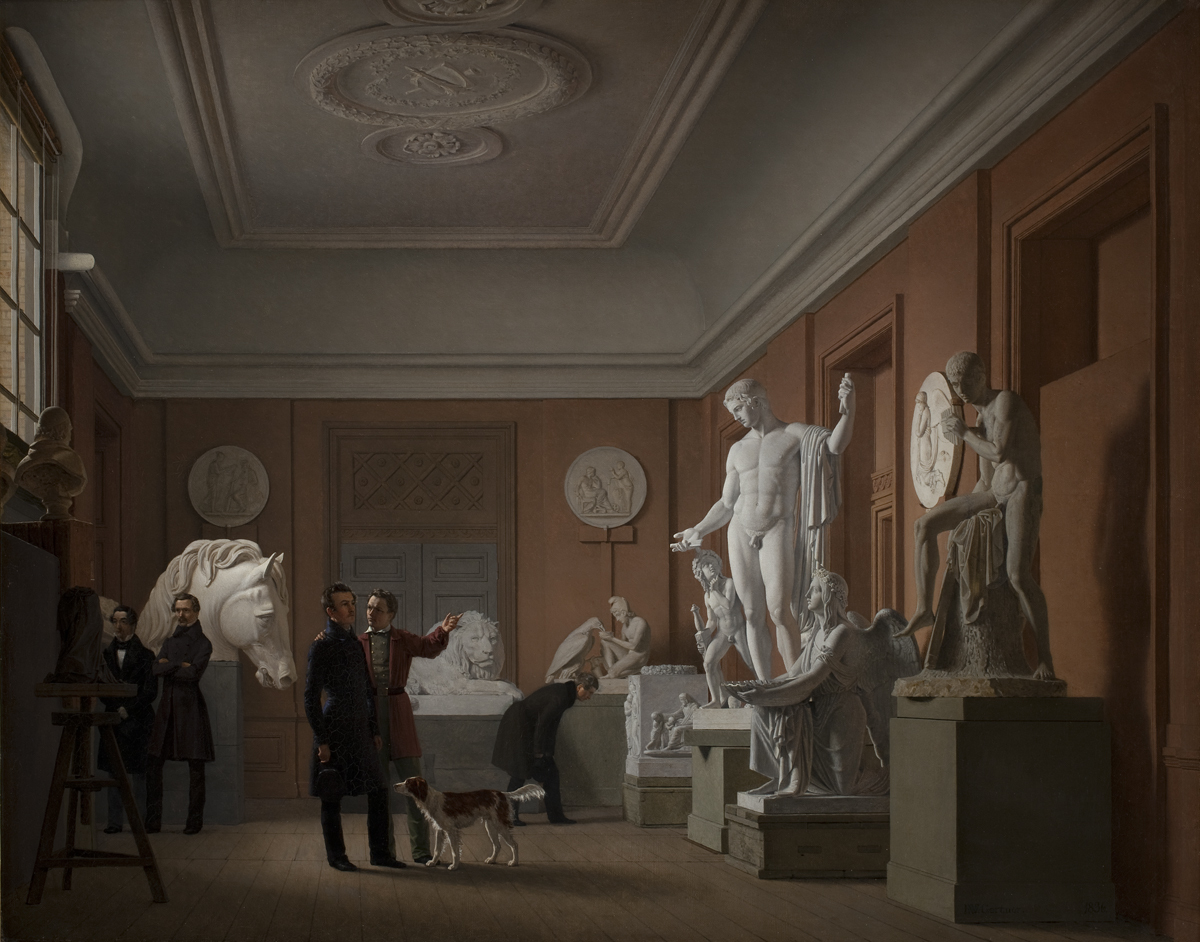
Lo studio di Thorvaldsen a Charlottenborg, 1836

Johan Vilhelm Gertner era il figlio di un artigiano che lavorava alla base navale di Holmen. Frequentò l'accademia reale delle belle arti della Danimarca dal 1831 al 1837, dove fu uno degli allievi dell'Eckersberg. Il maestro gli insegnò una maniera di dipingere più naturalista, ma Gertner andò oltre ispirandosi alla pittura francese e al mondo della fotografia, allora nato da poco. Johan Vilhelm iniziò a esporre dei dipinti partendo da Lo studio di Thorvaldsen a Charlottenborg: questo dipinto del 1836 venne acquistato dalla collezione reale di dipinti (oggi la galleria d'arte nazionale).

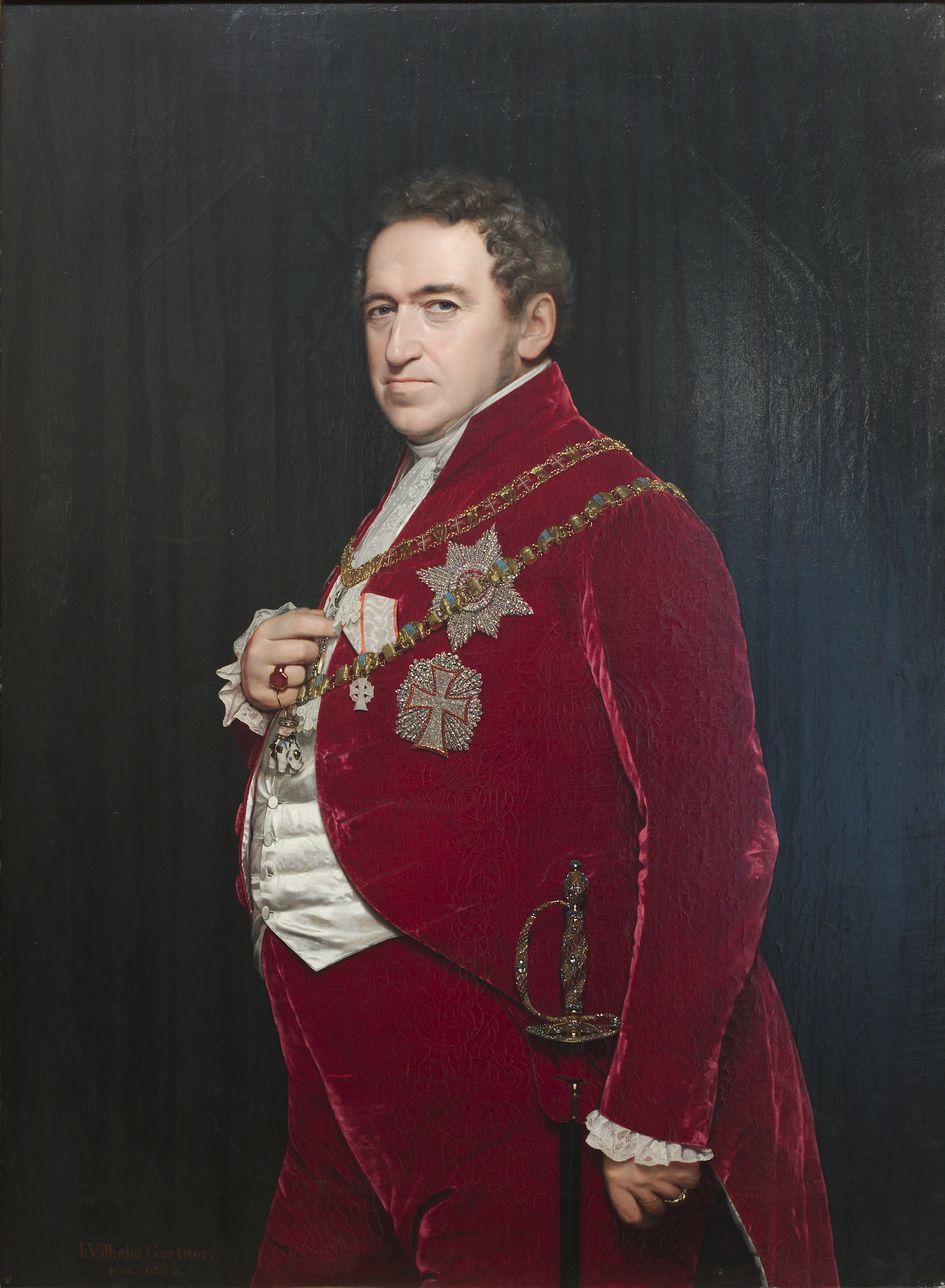
Cristiano VIII di Danimarca, 1845

Inizialmente egli dipinse delle opere a soggetto accademico o paesaggistico, per poi passare ai ritratti di uomini importanti della società danese dell'epoca, inclusi i sovrani. La maestria con la quale produsse dei ritratti così realistici da avvicinarsi alle fotografie impressionò la gente dell'epoca; in particolare, la sua abilità nel riprodurre dei tessuti e dei materiali (i vestiti, le medaglie e i gioielli brillanti, i mobili di mogano scuro, le carte da parati in seta e i tappeti morbidi) gli valse molti elogi. Altri, come lo storico e critico dell'arte Niels Lauritz Høyen, che si opponeva a ogni influenza straniera sulla pittura danese, affermarono che preferivano dei ritratti più "sinceri e sensibili" e che disapprovavano il suo stile. Infatti, alla mostra di Charlottenborg del 1845, Høyen criticò lo stile ritrattistico internazionale di Gertner rispetto a quello più tradizionale di pittori come Wilhelm Marstrand e Jørgen Roed. Ciò non impedì a Gertner di continuare con la sua carriera eccellente: egli divenne un membro dell'Accademia a partire nel 1850 e poi un professore a partire dal 1858.
Durante tutta la sua carriera, Gertner realizzò anche delle incisioni e delle litografie, ma negli ultimi anni di vita si specializzò nel disegno di ritratti a matita. La maggior parte di questi ritratti è conservata al Museo Nazionale di Storia di Frederiksborg. Nel 1863, Gertner ricevette un terreno lottizzato dal conte Ernst Moltke presso Rungsted, forse come pagamento per un ritratto. Il pittore si fece quindi costruire una casa in mattoni rossi su un pavimento con un tetto a due falde sulla Strandvejen. Johan Vilhelm Gertner morì il 29 marzo 1871 e cinque anni dopo la sua vedova sposò il professore C.L. Studsgaard. Successivamente, la casa a Rungsted venne acquistata dal barone Vilhelm Bille-Brahe, dal quale poi prese il nome attuale di Billeshave.

## Lista di opere (parziale)

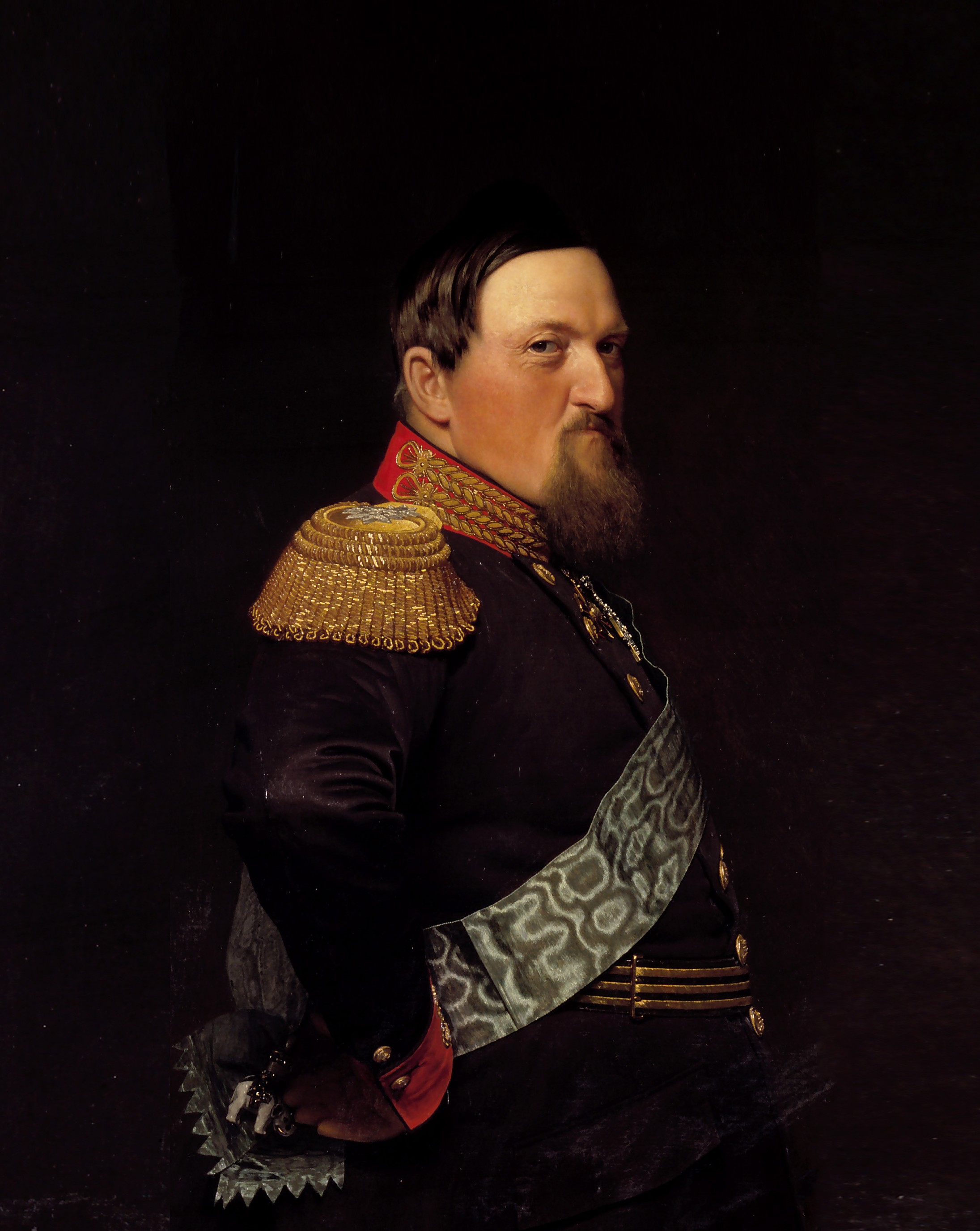
Federico VII di Danimarca, 1861

- Lo studio di Thorvaldsen a Charlottenborg, 1836
- Un pastorello che guida un gregge di pecore, 1836
- Adamo ed Eva dopo la caduta, 1836 circa
- Bertel Thorvaldsen, 1839
- Henriette Conradine Drejer, 1841
- Jacob Peter Mynster, 1842
- Cristiano VIII di Danimarca, 1845
- Christoffer Wilhelm Eckersberg, 1850
- Christian Jürgensen Thomsen, 1849
- Federico VII di Danimarca, 1861
- Carl Christian Hall, 1864
- Andreas Evald Meinert Tang, 1865
- Carl Christian Burmeister, 1870
- Ludvig Manderström, 1870

## Galleria d'immagini

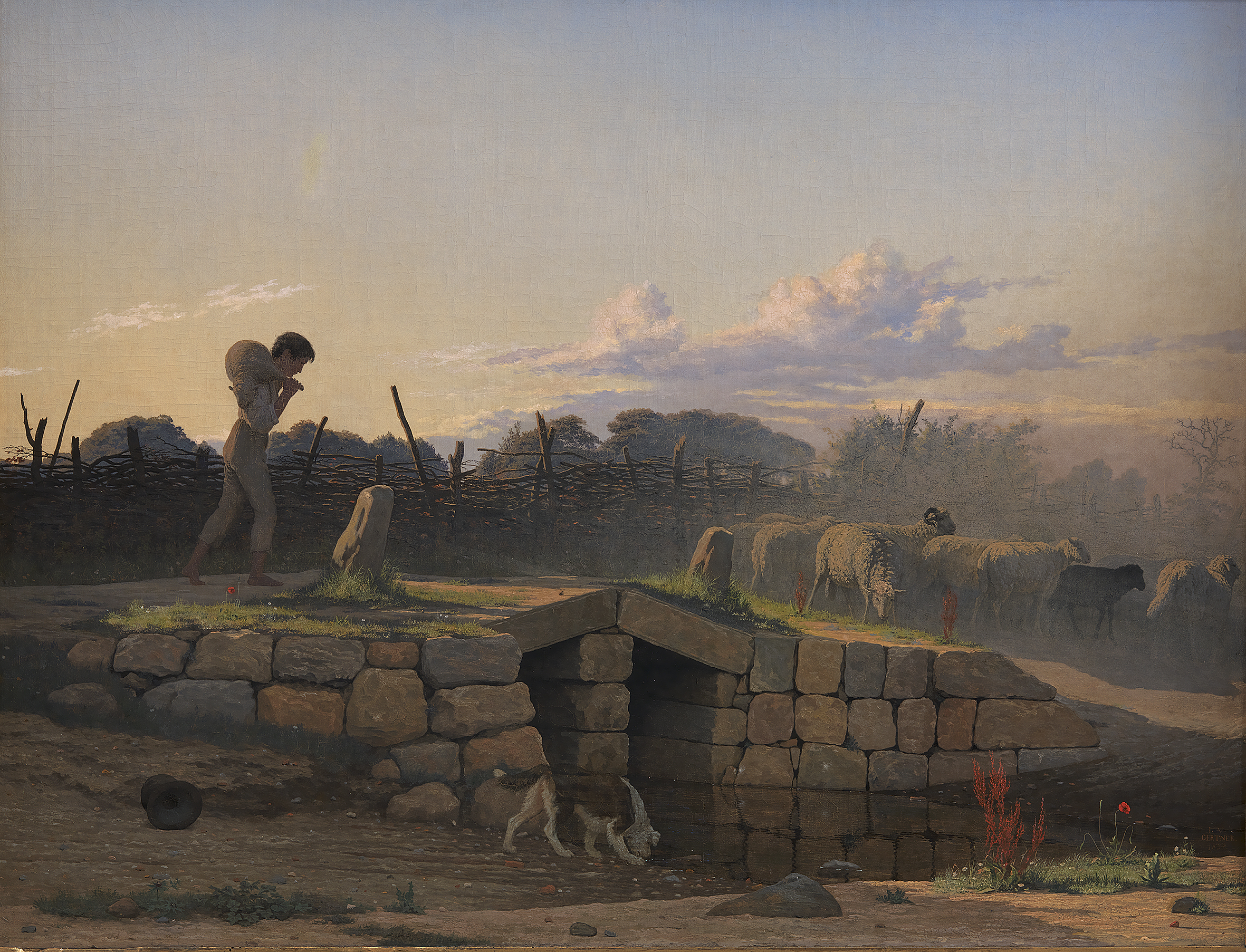
Un pastorello che guida un gregge di pecore, 1836
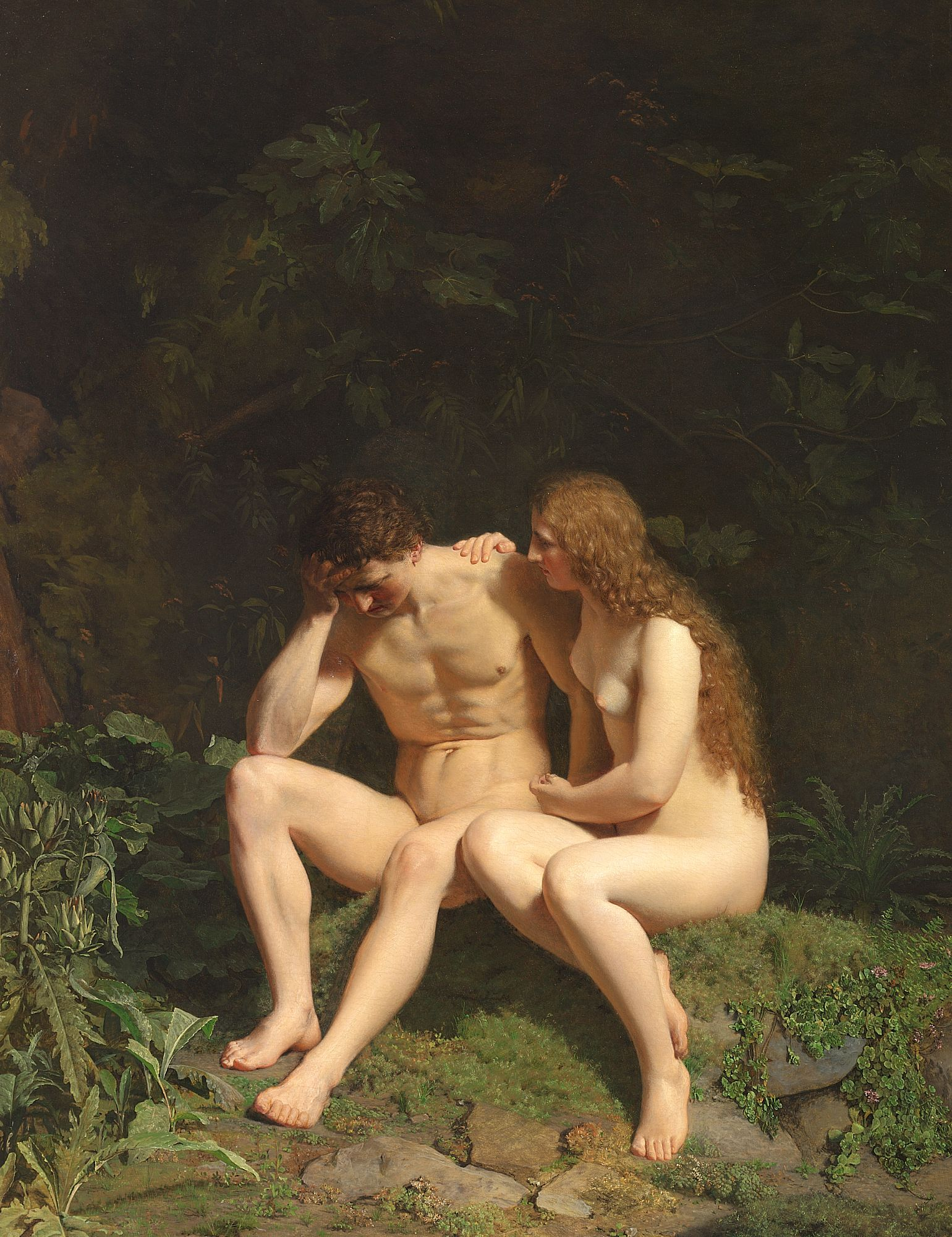
Adamo ed Eva dopo la caduta, 1836 circa
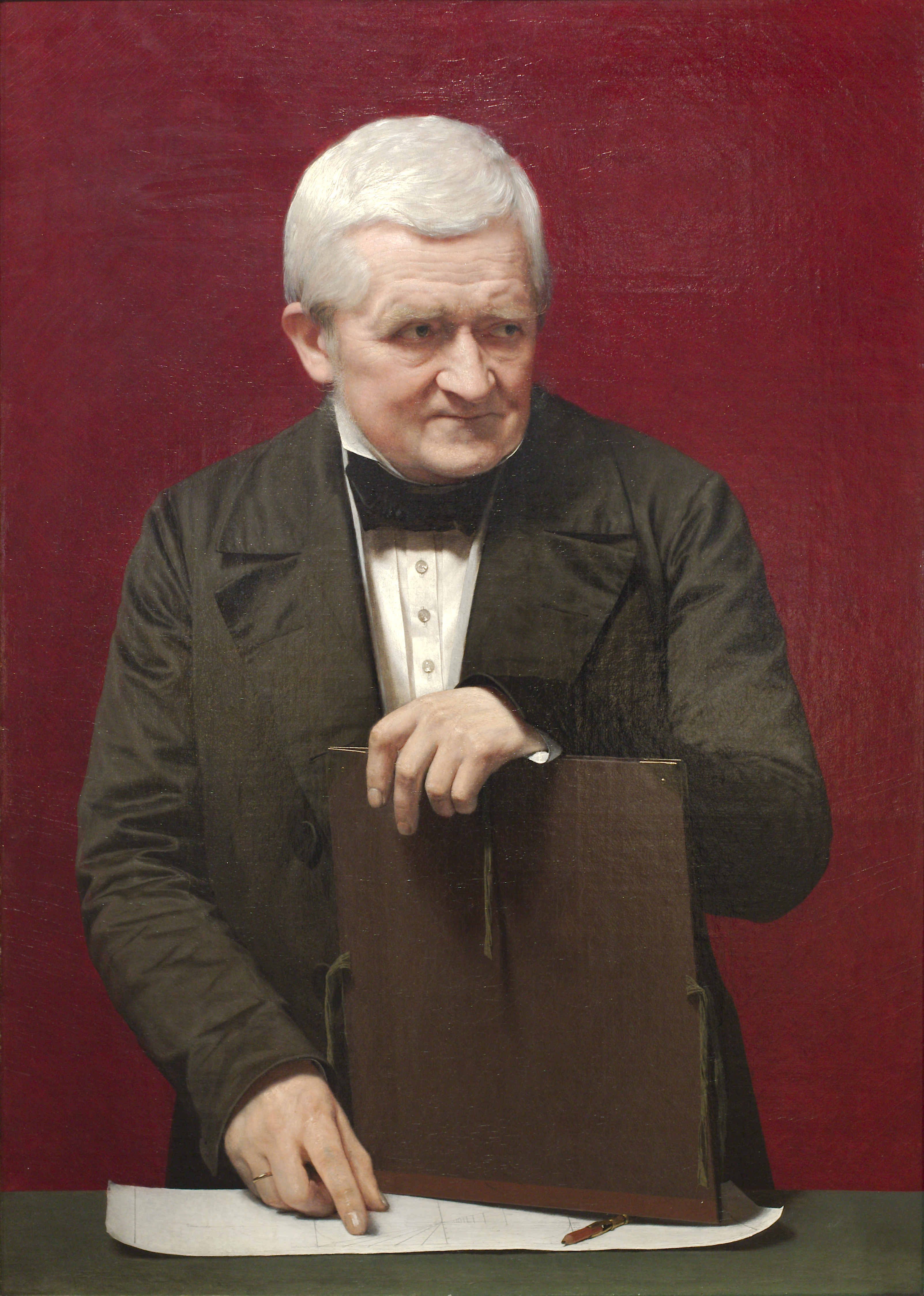
Christoffer Wilhelm Eckersberg, 1850
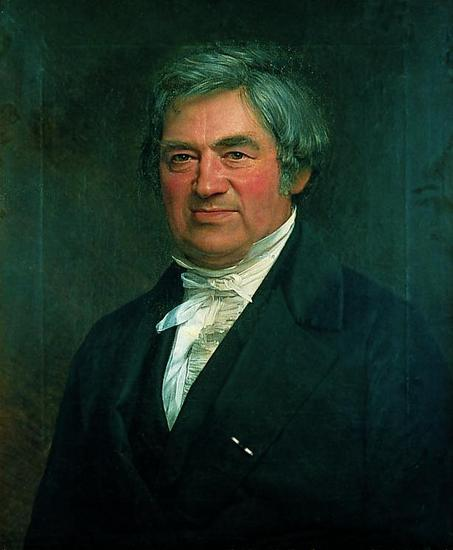
Christian Jürgensen Thomsen, 1849
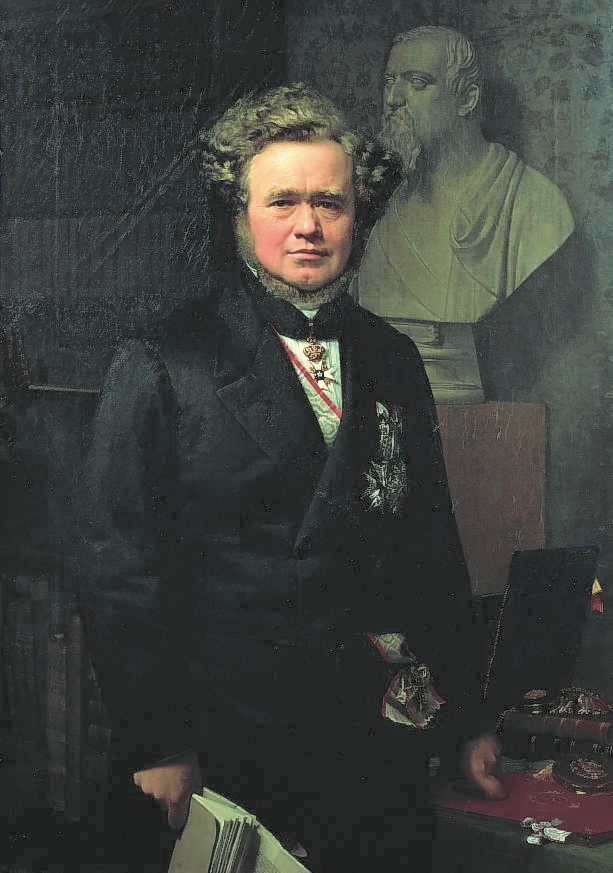
Carl Christian Hall, 1864